# Asemum
Asemum — род жуков-усачей из подсемейства Spondylidinae.

## Описание
Усики не достигают середины надкрылий. Нижнечелюстные и нижнегубные щупики короткие, почти равной длины. Длина 10—18 мм. Переднеспинка умеренно выгнута. Ноги довольно короткие. Фасеточные глаза относительно крупные и имеют почкообразную форму.

## Систематика
В составе рода:
- вид: Asemum australe LeConte, 1850
- вид: Asemum caseyi Linsley, 1957
- вид: Asemum glabrellum Bates, 1892
- вид: Asemum lucidulum Pesarini & Sabbadini, 1997
- вид: Asemum nitidum LeConte, 1873
- вид: Asemum punctulatum Blessig, 1872
- вид: Asemum striatum (Linnaeus, 1758)
- вид: Asemum tenuicorne Kraatz, 1879